# Firmin Mattis
Firmin Mattis (Val-d'Isère, Francia; 16 de septiembre de 1929 – 20 de marzo de 2024) fue un esquiador francés especialista en esquí alpino.

## Carrera
Participó en los Juegos Olímpicos de Oslo 1952 en la modalidad de slalom donde terminó en el lugar 12 entre 69 participantes.
Dos años después participó en el Campeonato Mundial de Esquí Alpino de 1954 en Suecia donde en el evento de slalom terminó en el lugar 12.